# Juan Ruiz (militar)
Juan Ruiz fue un militar mexicano con idealismo villista que participó en la Revolución mexicana.
Procedente del sur del país, en 1907 fue incorporado mediante la leva al ejército porfirista, para participar en la campaña contra los yaquis en Sonora. Dentro del Ejército Mexicano fue compañero de Antonio Villa, hermano de Francisco Villa. Desertó en 1910 y se incorporó al movimiento maderista de Chihuahua. Entonces, como en 1913 y 1914, luchó al lado del general Francisco Villa; formó parte de su escolta de "Dorados". Murió durante los combates que sostuvieron las fuerzas villistas contra las fuerzas comandadas por el general Álvaro Obregón, entre Trinidad y León, en Guanajuato, en mayo de 1915. 